# Franz Schmid (Politiker, 1877)
Franz Schmid (* 15. Oktober 1877 in Hof am Leithaberge; † 27. Juni 1953 in Baden) war ein österreichischer Politiker  und Postamtsdirektor. Schmid war von 1932 bis 1933 Abgeordneter zum Landtag von Niederösterreich. Auch in der Zeit zwischen 1938 und 1945 war er als NSDAP-Mitglied politisch tätig.

## Leben und Wirken
Schmid besuchte die Lehrerbildungsanstalt in Wiener Neustadt, trat jedoch danach in den Dienst der Post. Er übersiedelte 1911 nach Baden und stieg bis zum Postamtsdirektor auf. 1919 gründete Schmid die Ortsgruppe Baden der DNSAP, trat am 25. September 1926 der NSDAP bei (Mitgliedsnummer 52.294) und hatte zwischen 1926 und 1933 nacheinander die Funktion des Kreis- und Gauleiters inne. Zudem war er zwischen 1924 und 1933 Mitglied des Gemeinderats und vertrat die NSDAP zwischen dem 21. Mai 1932 und dem 23. Juni 1933 im Landtag. Außerdem war er von 1932 bis 1933 Gauamtsleiter der Partei. Sein Mandat erlosch mit dem Verbot der NSDAP 1933. Weiterhin gehörte er der SA an, in der er den Rang eines Obersturmbannführers erreichte. 
Nachdem Schmid 1933 kurzfristig inhaftiert gewesen war, betätigte er sich illegal politisch weiter. Nach dem „Anschluss Österreichs“ an das Deutsche Reich übernahm er zwischen 1939 und 1945 das Amt des Bürgermeisters von Baden und war zudem zwischen Juli 1939 und 1945 Mitglied des nationalsozialistischen Reichstags. Er flüchtete zu Kriegsende 1945 nach Oberösterreich, später in das Waldviertel und lebte ab 1952 wieder in Baden.